# Oberpfälzer Heimat
Die Oberpfälzer Heimat ist eine seit 1956 vom Oberpfälzer Waldverein herausgegebene wissenschaftliche Zeitschrift. Sie erschien bislang mit wenigen Ausnahmen jährlich. Sie gilt als Nachfolgerin der von 1923 bis 1940 vom Verein herausgegebenen Heimatblätter für den oberen Naabgau.
Gründer und erster Schriftleiter war Ernst Gagel, der 1955 den Heimatkundlichen Arbeitskreis Weiden im Oberpfälzer Waldverein wiederbelebte und in der Oberpfälzer Heimat laufend heimatkundliche Forschungsergebnisse veröffentlichte. Seit der Ausgabe 34 (1990) ist Adalbert Busl Schriftleiter, der diese Funktion nach dem Tod des Weidener Stadtheimatpflegers Gerhard Zückert übernahm.

## Auszeichnungen
Die Oberpfälzer Heimat erhielt am 17. Dezember 1959 den Jahrespreis des Bayerischen Clubs und 1982 die Medaille „Für vorbildliche Heimatpflege“ des Bayerischen Landesvereins für Heimatpflege.